# Старовысоковский сельсовет
Старовысоковский сельсовет — административная единица на территории Ельского района Гомельской области Республики Беларусь. Административный центр — агрогородок Старое Высокое.

## История
С 29 ноября 2005 года исключена из данных по учёту административно-территориальных и территориальных единиц деревня Чапаевка.

## Состав
Старовысоковский сельсовет включает 10 населённых пунктов:
- Будки — деревня.
- Верхи — деревня.
- Дуброва — деревня.
- Заширье — агрогородок.
- Лукавцы — деревня.
- Миколаевка — деревня.
- Новое Высокое — деревня.
- Павловка — деревня.
- Прочемышля — деревня.
- Старое Высокое — агрогородок.

Упразднённые населенные пункты:
- Заболотье — деревня
- Чапаевка — деревня[1].